# Edmund Rumpler

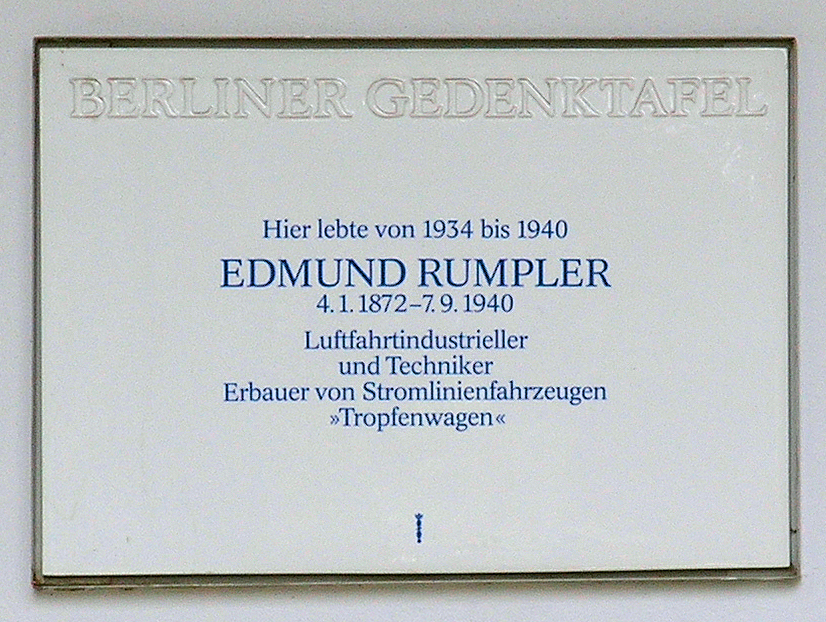
Placa commemorativa a Berlín

Edmund Rumpler (Viena, Imperi Austrohongarès, 4 gener de 1872 – 7 de setembre de 1940) va ser un enginyer d'automòbils i aeronaus austríac.

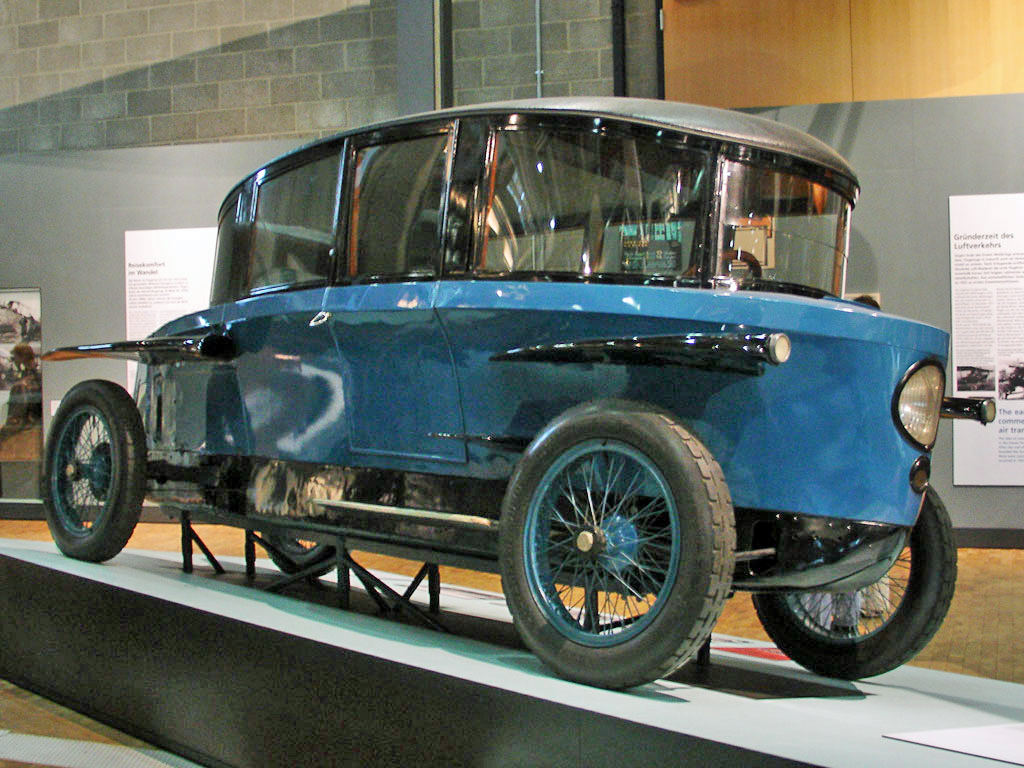
Tropfenwagen

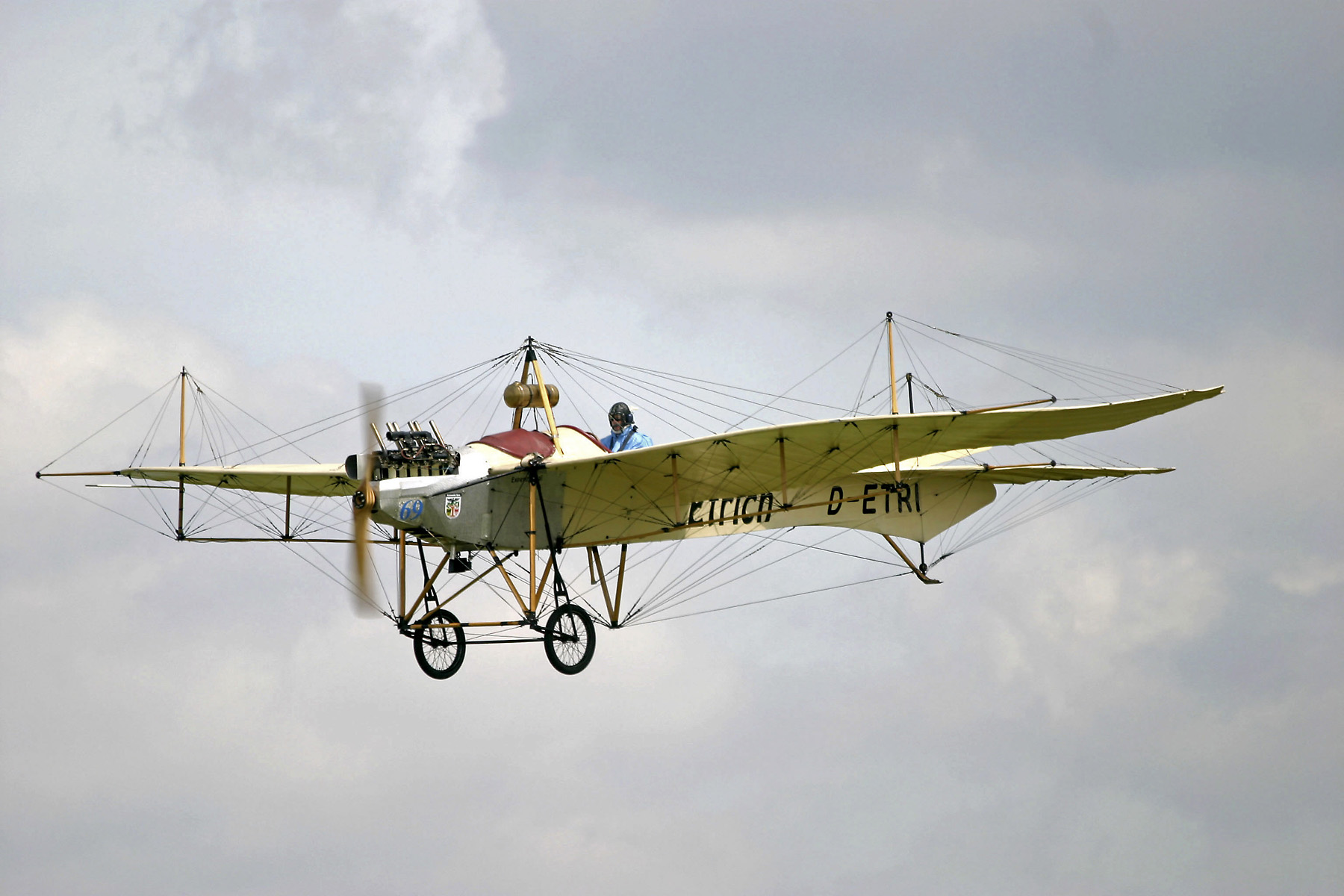
Rumpler Taubeen durant l'ILA 2004

Nascut a Àustria, va treballar principalment a Alemanya. Com a enginyer d'automoció de formació, va col·laborar amb Hans Ledwinka en el primer cotxe Tatra (llavors anomenat Nesselsdorfer-Wagenbau), el Präsident, en 1897.
Als 30 anys, el 1902, va marxar de Daimler per ser director tècnic d'Adler. Va dissenyar el primer motor alemany en tenir motor i transmissió mecànica en una sola unitat a Adler. L'any següent, va patentar un sistema de suspensió posterior mitjançant un eix oscil·lant (una idea posteriorment usada per Ferdinand Porsche al KdF Wagen i el Porsche 356, així com per Chevrolet al Corvair).
Els germans Wright van aconseguir redirigir l'atenció de Rumpler cap a l'aviació. Va marxar d'Adler el 1907, i en 1910, igual que el Taube (colom en alemany) del compatriota Igo Etrich, Rumpler va esdevenir el primer fabricant d'aeronaus d'Alemanya.
Rumpler va continuar estar interessat en els automòbils, i després de la Primera Guerra Mundial, va aplicar l'aerodinàmica d'aeronaus a un cotxe, així va crear el Tropfenwagen (de l'alemany, el "cotxe gota") a Berlín. Aquest model va causar gran sensació al Berlin Auto Show de 1921. Rumpler va aconseguir produir un cotxe amb un Cw sorprenentment baix de només 0,28 (quan es va provar en 1979); el Fiat Balilla de l'època, per contra, era de 0,60.
El disseny de Rumpler va inspirar el Benz Tropfenwagen de 1923 (que virtualment utilitzava el xassís original de Rumpler) i l'Auto Union (també construït en part per enginyers de Rumpler) dels corredors del Grand Prix.
El Tropfenwagen de Rumpler no va ser un èxit comercial: només se'n van fabricar 100, dels quals només en van sobreviure dos. Rumpler va tornar a les aeronaus.
Com que Rumpler era jueu, va ser empresonat després que Adolf Hitler arribàs al poder el 1933, fet que va arruïnar la seva carrera, tot i que va ser alliberat posteriorment. Va morir el 1940, i els Nazis van destruir els seus arxius.
Rumpler fabricà o ideà diversos models d'avions : Taube, 4A13, 4A15, 4B11, 4B12, 5A4, 4E, 6A2, 6B1, 6B2, 7D, B.I, C.I, C.III, C.IV, C.V, C.VII, C.IX, C.X, D.I, G.I, G.II, G.III.

## Obres publicades per Rumpler
- Rumpler, Edmund. Die Flugmaschine - Kritische Besprechung ausgeführter Flugmaschinen mit besonderer Berücksichtigung der geschichtlichen Entwicklung (en alemany).  Berlín: Berliner Verein für Luftschiffahrt, 1909.
- Edmund Rumpler: Der 1000 PS Flugmotor. Dissertation Technische Hochschule Berlin, 1920. 63 S.
- Edmund Rumpler: Vorderrad-Antrieb für Lastwagen und Omnibusse. (in Henschel-Hefte. Febr. 1931, Kraftwagensondernummer.) Henschel & Sohn A. G., Kassel 1931.